# Lot (gestion de projet)
Pour les articles homonymes, voir Lot.

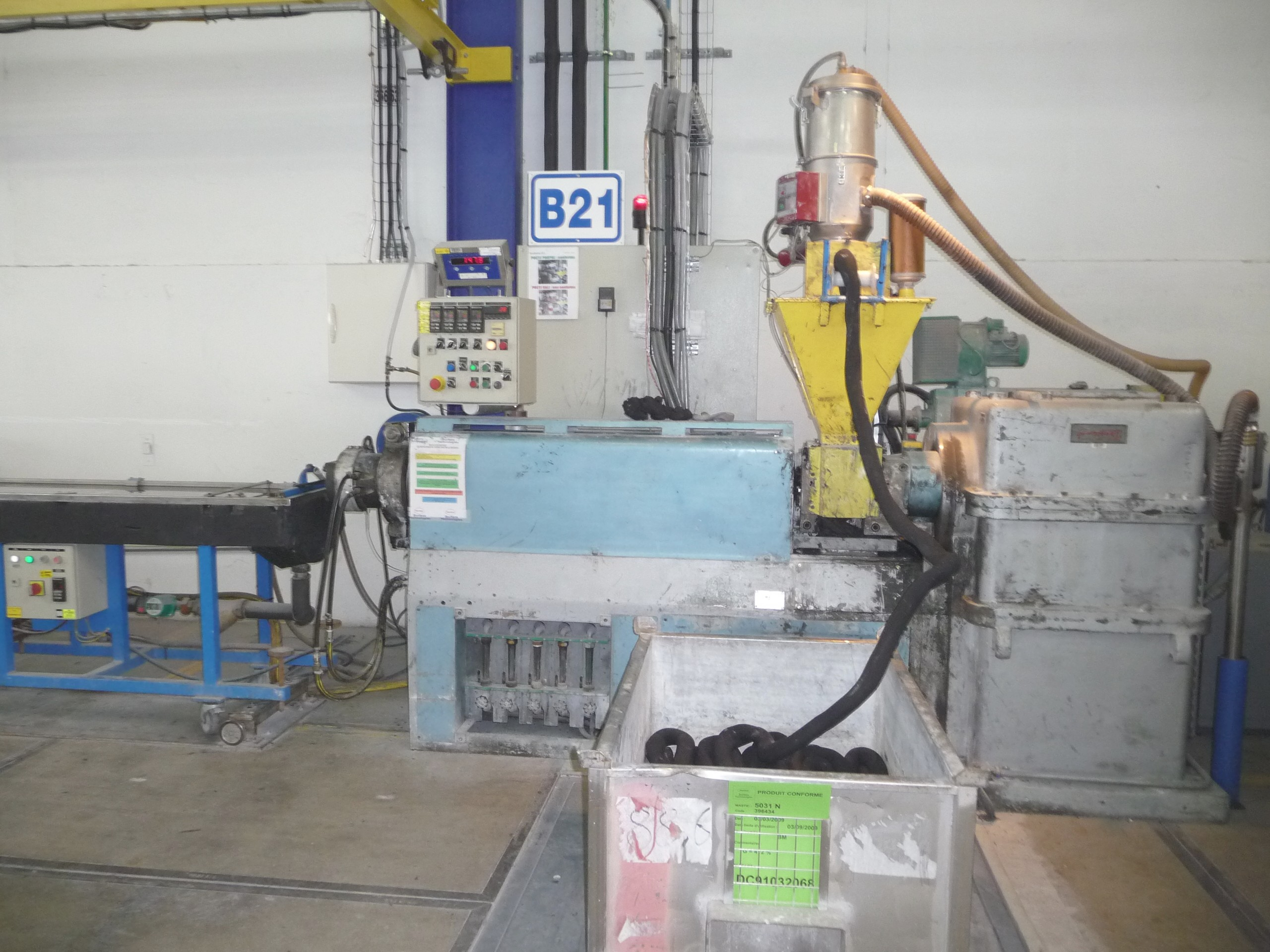
Carton vert indiquant la conformité d'un produit semifini, mentionnant notamment sa référence, sa date de fabrication, sa date limite d'utilisation (DLU) et son numéro de lot.

En production ou en gestion de projet, un lot peut désigner un produit semi-fini, fini ou un ensemble de produits/pièces/articles/objets, etc., issus d'une même fabrication. Les produits, par exemple, peuvent faire l'objet d'une fourniture à un client à une même date.
La production de produits avec la gestion de lots permet la traçabilité des produits vendus aux clients, notamment en cas de réclamation ou de rappel en cas de non conformité. Le rappel des produits défectueux peut alors se faire sur un ou plusieurs lots plutôt que sur l'ensemble des produits.
On distingue :
- les lots de mise en œuvre ;
- les lots de réalisation.